# Teissièras de Cornet
Teissièras de Cornet (en francès Teissières-de-Cornet) és un municipi francès situat al departament de Cantal i a la regió d'Alvèrnia-Roine-Alps. L'any 2007 tenia 194 habitants.

## Demografia

### Població
El 2007 la població de fet de Taissièras de Cornet era de 194 persones. Hi havia 82 famílies de les quals 18 eren unipersonals (14 homes vivint sols i 4 dones vivint soles), 32 parelles sense fills i 32 parelles amb fills.
La població ha evolucionat segons el següent gràfic:
Habitants censats

### Habitatges
El 2007 hi havia 104 habitatges, 79 eren l'habitatge principal de la família, 18 eren segones residències i 6 estaven desocupats. 98 eren cases i 5 eren apartaments. Dels 79 habitatges principals, 69 estaven ocupats pels seus propietaris, 9 estaven llogats i ocupats pels llogaters i 1 estava cedit a títol gratuït; 1 tenia dues cambres, 14 en tenien tres, 22 en tenien quatre i 42 en tenien cinc o més. 62 habitatges disposaven pel capbaix d'una plaça de pàrquing. A 24 habitatges hi havia un automòbil i a 49 n'hi havia dos o més.

### Piràmide de població
La piràmide de població per edats i sexe el 2009 era:
| Homes | Edats   | Dones |
| ----- | ------- | ----- |
| 0     | 95 o +  | 0     |
| 4     | 90 a 94 | 0     |
| 0     | 85 a 89 | 0     |
| 0     | 80 a 84 | 0     |
| 4     | 75 a 79 | 4     |
| 0     | 70 a 74 | 0     |
| 4     | 65 a 69 | 0     |
| 4     | 60 a 64 | 4     |
| 4     | 55 a 59 | 8     |
| 4     | 50 a 54 | 4     |
| 24    | 45 a 49 | 12    |
| 4     | 40 a 44 | 16    |
| 16    | 35 a 39 | 0     |
| 0     | 30 a 34 | 4     |
| 4     | 25 a 29 | 4     |
| 4     | 20 a 24 | 0     |
| 16    | 15 a 19 | 8     |
| 12    | 10 a 14 | 0     |
| 4     | 5 a 9   | 4     |
| 8     | 0 a 4   | 0     |

## Economia
El 2007 la població en edat de treballar era de 135 persones, 103 eren actives i 32 eren inactives. Les 103 persones actives estaven ocupades(56 homes i 47 dones).. De les 32 persones inactives 17 estaven jubilades, 4 estaven estudiant i 11 estaven classificades com a «altres inactius».

### Ingressos
El 2009 a Teissières-de-Cornet hi havia 92 unitats fiscals que integraven 232 persones, la mediana anual d'ingressos fiscals per persona era de 19.348 €.

### Activitats econòmiques
Els 3 establiments que hi havia el 2007 eren d'empreses de construcció.
Dels 3 establiments de servei als particulars que hi havia el 2009, 1 era un guixaire pintor, 1 fusteria i 1 lampisteria.
L'any 2000 a Teissières-de-Cornet hi havia 14 explotacions agrícoles que ocupaven un total de 1.089 hectàrees.

## Poblacions més properes
El següent diagrama mostra les poblacions més properes.